# Кухарский, Александр
Александр Кухарский (фр. Alexandre Kucharski, фр. Alexandre Couaski (устар.), пол. Aleksander Kucharski; сам живописец подписывался Kucharsky; 18 марта 1741 — 5 ноября 1819) — французский художник-портретист польского происхождения.

## Биография

### Ранние годы
Художник родился в Варшаве. Мальчиком он служил пажом последнего короля Польского и великого князя Литовского Станислава II Августа. Впервые он начал учиться рисовать также в Варшаве, в студии знаменитого художника Марчелло Баччарелли. При поддержке короля Кухарский отправился в Париж, чтобы учиться и работать в Королевской Академии, чем и занимался в 1760—1769 годах.

### Годы творчества
Король Польши хотел, чтобы юноша учился писать исторические полотна, но он решил стать портретистом, потеряв, таким образом, королевскую поддержку. В 1776—1768 Кухарский служил принцу Конде.
Художник любил создавать портреты в половину роста человека. Он работал пастелью и маслом, но также иногда прибегал к гуаши и рисовал миниатюры. Клиентами живописца были в основном французские и польские аристократы. Количество последних во Франции возросло в результате женитьбы Людовика XV на польке Марии Лещинской.
В 1789 году Кухарский стал художником Марии-Антуанетты. Он рисовал её саму, королевских детей, принцессу де Ламбаль, других лиц и даже российскую императрицу Екатерину Великую.
Сегодня наиболее известными работами Кухарского являются портреты обречённой французской королевской семьи, особенно дофина. Последний портрет Марии-Антуанетты (1793 года создания) был продан на аукционе 21 мая 2003. Его автором также считается Кухарский.

### Последние годы
В годы Великой французской революции Кухарский оставался верен старому режиму. В конце жизни он поселился в Sainte-Périne и жил на пенсию, выплачиваемую Людовиком XVIII. Скончался художник в Париже.

## Галерея

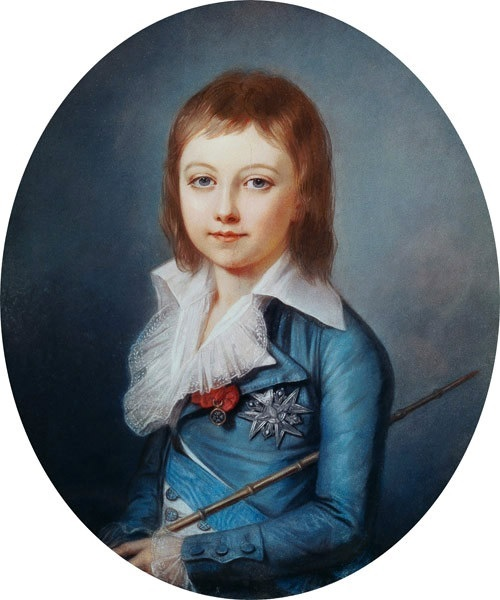
Луи Шарль, дофин Франции. 1789 год, сейчас хранится в Версале.
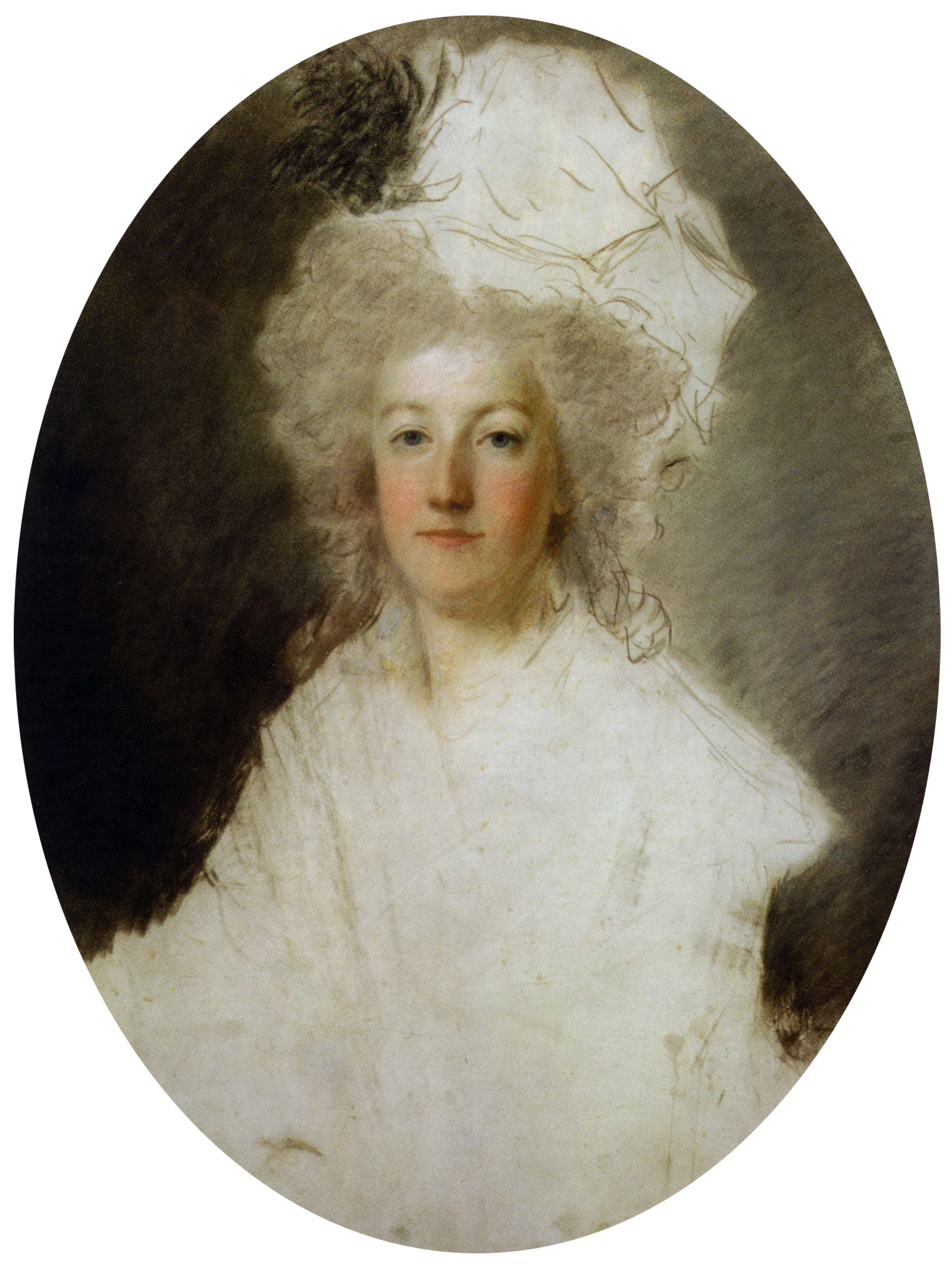
Королева Мария-Антуанетта. Около 1790 года.
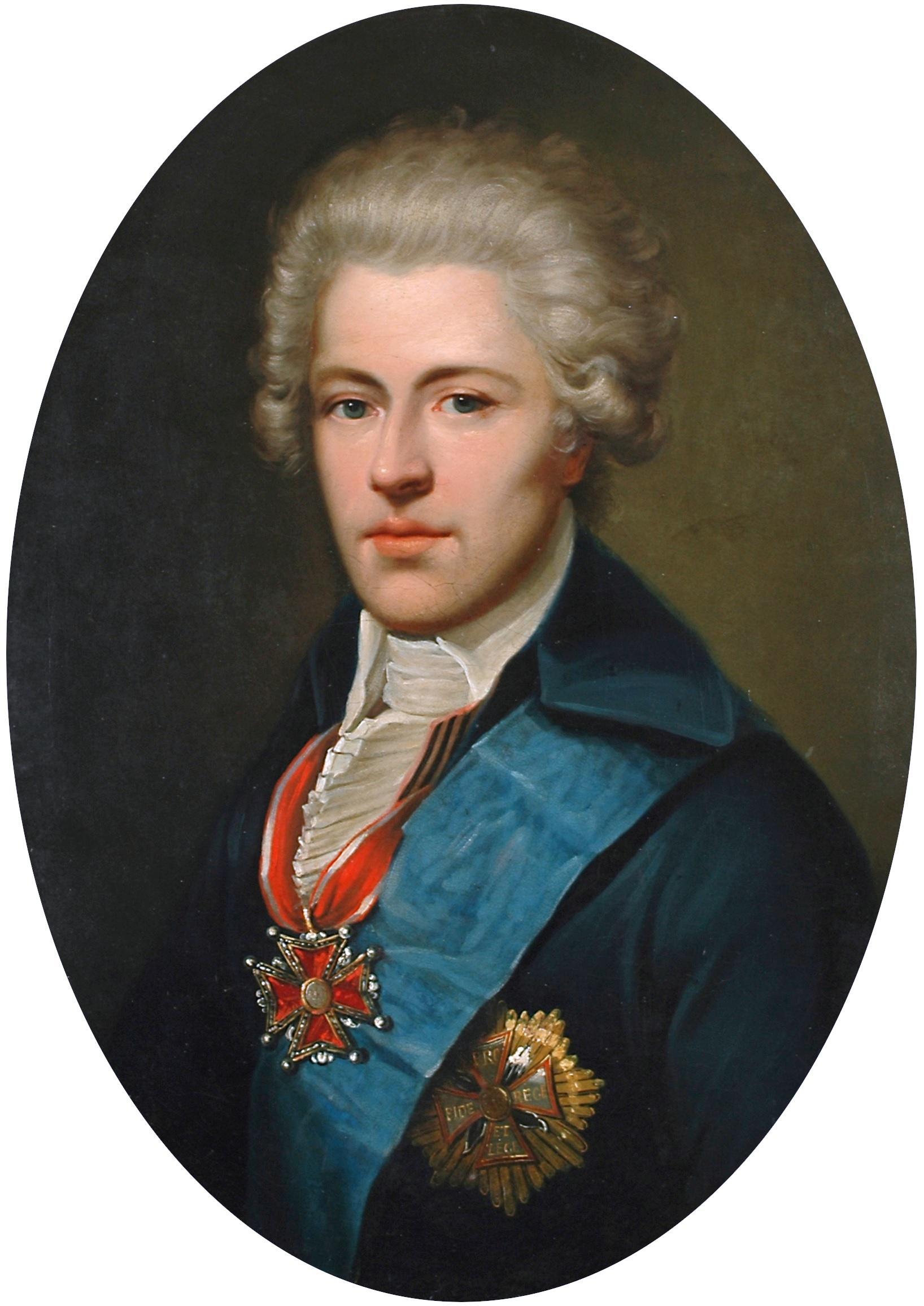
Граф Игнатий Потоцкий. Вилянувский дворец, Варшава.
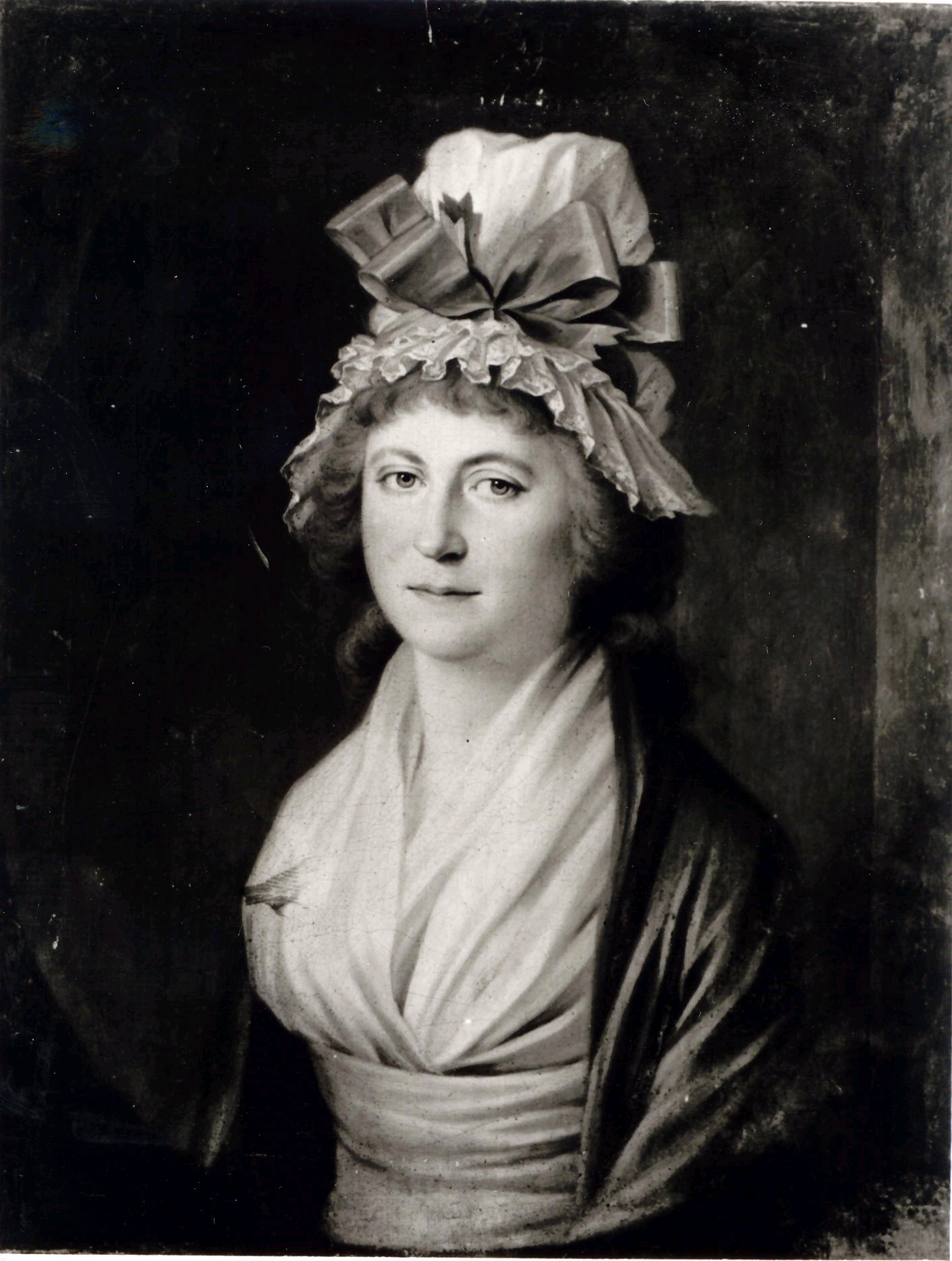
Портрет неизвестной женщины (утрачен во время Второй мировой войны).